# Клермон Субиран
Клермон Субиран (фр. Clermont-Soubiran) насеље је и општина у југозападној Француској у региону Аквитанија, у департману Лот и Гарона која припада префектури Ажан.
По подацима из 2011. године у општини је живело 365 становника, а густина насељености је износила 35,13 становника/km². Општина се простире на површини од 10,39 km². Налази се на средњој надморској висини од 103 метара (максималној 188 m, а минималној 45 m).

## Демографија
| 1962. | 1968. | 1975. | 1982. | 1990. | 1999. | 2011. |
| ----- | ----- | ----- | ----- | ----- | ----- | ----- |
| 315   | 316   | 270   | 236   | 301   | 333   | 365   |

График промене броја становника у току последњих година